# Halfterfisch
Der Halfterfisch (Zanclus cornutus; hawaiisch kihikihi) kommt in den Korallenriffen des tropischen Indopazifik bis in Tiefen von 180 Metern vor. Sein Verbreitungsgebiet reicht von Ostafrika bis Rapa und Ducie, nördlich bis zum südlichen Japan und Hawaii, südlich bis zur Lord-Howe-Insel. Im östlichen Pazifik kommt er vom südlichen Golf von Kalifornien bis Peru vor. Die Familie der Halfterfische (Zanclidae) ist monotypisch, das heißt, sie enthält nur eine Gattung und diese nur eine Art.

## Merkmale
Der 22 Zentimeter lang werdende Fisch hat viele anatomische Gemeinsamkeiten mit den Doktorfischen, doch fehlen ihm die Skalpelle am Schwanzstiel. Sein Körper ist diskus- (oder eigentlich sichel-, von gr. ζἀγκλη Sichel) förmig, die Schnauze klein und langgestreckt. Die ersten Strahlen der Rückenflosse sind zu einem fahnenartigen Filament verlängert, was ihm, zusammen mit seiner schwarz-weißen Bänderzeichnung eine Ähnlichkeit mit den Wimpelfischen verleiht, mit denen er jedoch nicht näher verwandt ist. Der Artname (lat. gehörnt) bezieht sich auf je einen Überaugen-Stachel, der aber erst bei geschlechtsreifen Individuen deutlich ist.
- Flossenformel: Dorsale VI–VII/39–43, Anale III/31–37.
- 22 Wirbel.
- 14 Pylorusschläuche.

## Lebensweise
Halfterfische besiedeln strömungsreiche Lagunen, Fels- und Korallenriffe. Meist treten sie paarweise, in kleinen Gruppen von zwei bis drei Exemplaren oder gelegentlich auch in Schwärmen auf.
Sie ernähren sich von Schwämmen, Moostierchen, anderen sessilen Wirbellosen und Algen. Dazu sind die Kiefer mit langen dünnen Bürstenzähnen besetzt. Sie laichen in den Abendstunden, steigen dann in Paaren zur Wasseroberfläche auf und geben ihre pelagischen Eier ab. Ein langes Larvenstadium ist der Grund für die weite Verbreitung des Halfterfisches. Mit einer Länge von 7,5 Zentimetern wandeln die Tiere sich vom postlarvalen Stadium zum Jungfisch um.

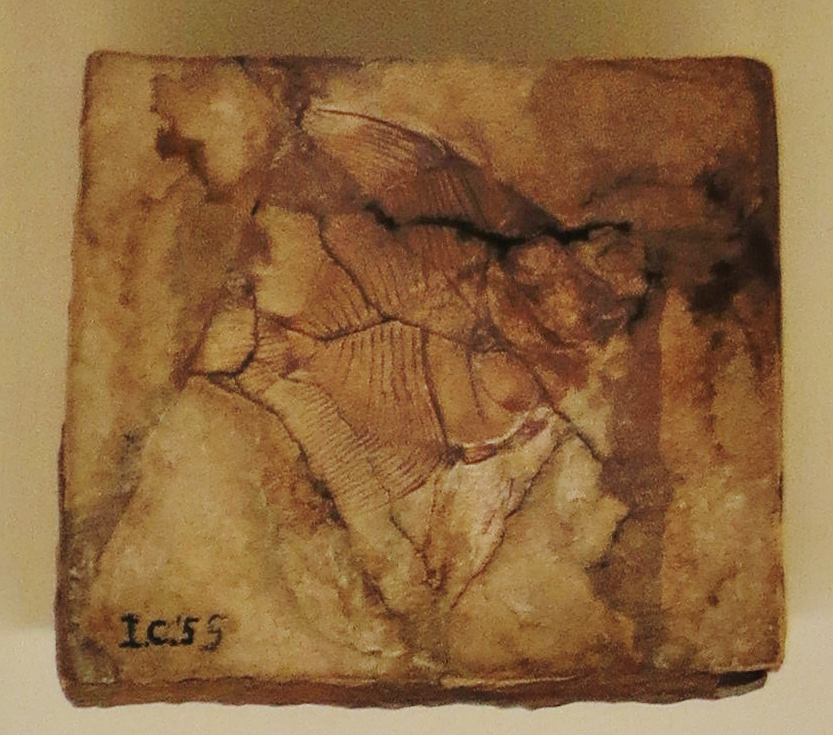
Fossil von Eozanclus brevirostris

Halfterfische werden gelegentlich für die Haltung im Meerwasseraquarium importiert. Als Nahrungsspezialisten verhungern sie aber meist nach wenigen Wochen. Gelegentlich gelingt es in sehr großen Schauaquarien die Art erfolgreich an Ersatznahrung zu gewöhnen. Im Tierpark Bochum wurde über einen längeren Zeitraum eine Gruppen von drei Tieren erfolgreich gehalten.

## Fossilbefund
Der fossile Halfterfisch Eozanclus brevirostris ist aus dem mittleren Eozän der norditalienische Monte-Bolca-Formation, die aus Ablagerungen der Tethys entstand, bekannt.

## Trivia
Die Zeichentrickfigur Khan aus dem Film der Pixar Animation Studios Findet Nemo ist ein Halfterfisch.